# Pageland
Pageland é uma cidade  localizada no estado norte-americano de Carolina do Sul, no Condado de Chesterfield.

## Demografia
Segundo o censo norte-americano de 2000, a sua população era de 2521 habitantes.
Em 2006, foi estimada uma população de 2538, um aumento de 17 (0.7%).

## Geografia
De acordo com o United States Census Bureau tem uma área de
11,4 km², dos quais 11,3 km² cobertos por terra e 0,1 km² cobertos por água. Pageland localiza-se a aproximadamente 206 m acima do nível do mar.

## Localidades na vizinhança
O diagrama seguinte representa as localidades num raio de 28 km ao redor de Pageland.